# Jules Dallemagne
Jules Jean Joseph Dallemagne (Tilleur, 23 juni 1840 - Luik, 17 mei 1922) was een Belgisch volksvertegenwoordiger.

## Levensloop
Dallemagne promoveerde tot mijningenieur aan de Universiteit Luik (1866) en werd industrieel.
Hij was de oudste zoon van Guillaume Dallemagne (1812-1903), advocaat en industrieel (SA des Charbonnages et Hauts-Fourneaux de Sclessin). Guillaume was bij verschillende mijnvennootschappen bestuurder. In 1870 was hij katholiek kandidaat voor de Senaat, maar werd niet verkozen.
Jules volgde zijn vader op aan het hoofd van bovengemelde vennootschap, later de Charbonnages du Bois d'Avroy.
Hij was ook de stichter van de Crédit Général Liégeois en de voorzitter van het Sint-Vincentius a Paulogenootschap in Luik.

## Politiek
Van 1881 tot 1888 was hij gemeenteraadslid van Tilleur.
Hij was al zestig toen hij voor het eerst verkozen werd tot katholiek volksvertegenwoordiger voor het arrondissement Luik. Hij vervulde dit mandaat tot in 1919.
Van 1917 tot 1922 was hij voorzitter van de beheerraad van de 'Gazette de Liége'.

## Publicaties
- Mémoire sur la situation de l'industrie en Belgique et sur la question ouvrière, Brussel, 1894.
- Études sur les pensions ouvrières, d'invalidité et de vieillesse, Luik, 1897
- Le crédit et la petite bourgeoisie, Luik, 1909.